# Amphoe Khai Bang Rachan
Amphoe Khai Bang Rachan (Thai: อำเภอ ค่ายบางระจัน) ist ein Landkreis (Amphoe – Verwaltungsdistrikt) der Provinz Sing Buri. Die Provinz Sing Buri liegt in der Zentralregion von Thailand.

## Geographie
Benachbarte Distrikte (von Norden im Uhrzeigersinn): Amphoe Bang Rachan, Amphoe Mueang Sing Buri und Amphoe Tha Chang der Provinz Sing Buri, Amphoe Sawaeng Ha der Provinz Ang Thong sowie Amphoe Doem Bang Nang Buat der Provinz Suphan Buri.

## Geschichte

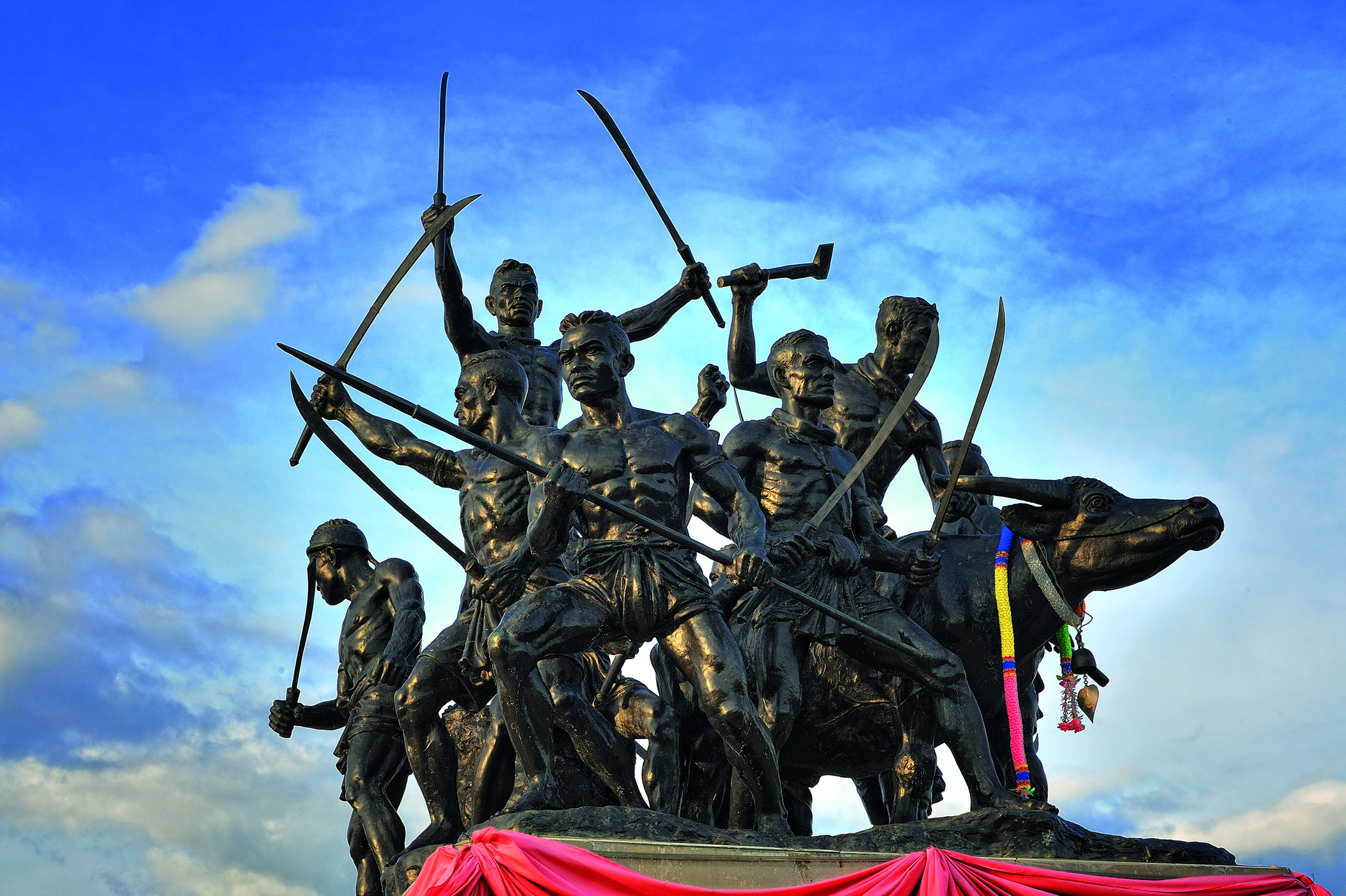
Denkmal für die Helden von Bang Rachan

Thailändischen Chroniken zufolge leisteten die Dorfbewohner von Bang Rachan während des birmanischen Feldzugs, der letztlich zum Untergang des Königreichs Ayutthaya 1767 führte, den Eroberertruppen erbitterten Widerstand, während die offiziellen siamesischen Truppen König Ekathats kein nennenswertes Hindernis waren. Die Geschichte ist Gegenstand eines Historienfilms aus dem Jahr 2000.
1966 wurde Khai Bang Rachan (Camp Bang Rachan) renoviert. Um an den in Thailand bekannten historischen Kriegsschauplatz bei Bang Rachan zu erinnern, entschloss man sich, einen neuen Landkreis einzurichten. Das Gebiet wurde am 1. Februar 1972 vom  Amphoe Bang Rachan abgetrennt und zunächst als „Zweigkreis“ (King Amphoe) mit fünf Tambon eingerichtet.
1976 bekam Khai Bang Rachan offiziell den vollen Amphoe-Status. 
Der sechste Tambon Nong Krathum wurde 1980 eingerichtet.

## Verwaltung

### Provinzverwaltung
Der Landkreis Khai Bang Rachan ist in sechs Tambon („Unterbezirke“ oder „Gemeinden“) eingeteilt, die sich weiter in 59 Muban („Dörfer“) unterteilen.
| Nr. | Name         | Thai      | Muban | Einw. |
| --- | ------------ | --------- | ----- | ----- |
| 01. | Pho Thale    | โพทะเล    | 08    | 4.680 |
| 02. | Bang Rachan  | บางระจัน   | 11    | 7.375 |
| 03. | Pho Sangkho  | โพสังโฆ    | 14    | 6.713 |
| 04. | Tha Kham     | ท่าข้าม     | 14    | 4.477 |
| 05. | Kho Sai      | คอทราย    | 06    | 2.543 |
| 06. | Nong Krathum | หนองกระทุ่ม | 06    | 2.527 |

### Lokalverwaltung
Es gibt eine Kommune mit „Kleinstadt“-Status (Thesaban Tambon) im Landkreis:
- Pho Sangkho (Thai: เทศบาลตำบลโพสังโฆ) bestehend aus Teilen des Tambon Pho Sangkho.

Außerdem gibt es sechs „Tambon-Verwaltungsorganisationen“ (องค์การบริหารส่วนตำบล – Tambon Administrative Organizations, TAO)
- Pho Thale (Thai: องค์การบริหารส่วนตำบลโพทะเล) bestehend aus dem kompletten Tambon Pho Thale.
- Khai Bang Rachan (Thai: องค์การบริหารส่วนตำบลค่ายบางระจัน) bestehend aus dem kompletten Tambon Bang Rachan.
- Pho Sangkho (Thai: องค์การบริหารส่วนตำบลโพสังโฆ) bestehend aus Teilen des Tambon Pho Sangkho.
- Tha Kham (Thai: องค์การบริหารส่วนตำบลท่าข้าม) bestehend aus dem kompletten Tambon Tha Kham.
- Kho Sai (Thai: องค์การบริหารส่วนตำบลคอทราย) bestehend aus dem kompletten Tambon Kho Sai.
- Nong Krathum (Thai: องค์การบริหารส่วนตำบลหนองกระทุ่ม) bestehend aus dem kompletten Tambon Nong Krathum.